# Raimundo Madrazo
Raimundo de Madrazo y Garreta (Roma, 24 de julio de 1841-Versalles, 15 de septiembre de 1920) fue un pintor español realista del siglo XIX. Era hijo y discípulo del famoso retratista Federico Madrazo, cuñado del no menos famoso Mariano Fortuny, hermano de Ricardo y Cecilia de Madrazo y nieto del notable pintor José Madrazo. Hoy, algunas de sus obras se encuentran expuestas en los mejores museos de Europa, como en el Museo del Prado.

## Biografía
Sus primeros maestros fueron su padre y su abuelo. Estudió en la Real Academia de Bellas Artes de San Fernando, donde tuvo como maestros a Carlos Luis de Ribera y Carlos de Haes. Instalado en Madrid, completó su formación mediante viajes a París, a donde marchó en 1860, siendo discípulo del pintor Léon Cogniet. Participó por primera vez en la Exposición Universal de ese mismo año.
Residió en París gran parte de su vida, donde se casó con su prima Eugenia de Ochoa, fallecida tras el nacimiento de su único hijo Federico, conocido como Cocó, quién también destacó como pintor. Además se convirtió allí en una figura destacada de la escuela de pintores españoles en París. Allí obtuvo la primera medalla y nombramiento para la Legión de Honor por su participación en la Exposición Universal de París de 1889.
En 1869 obtuvo algunos cartones para tapices de Francisco de Goya, entre ellos Perros y útiles de caza, que donó en 1894 al Museo del Prado, su emplazamiento actual. Se relacionó con Mariano Fortuny, casado con su hermana Cecilia, Martín Rico y Eduardo Rosales.

## Estilo y obra

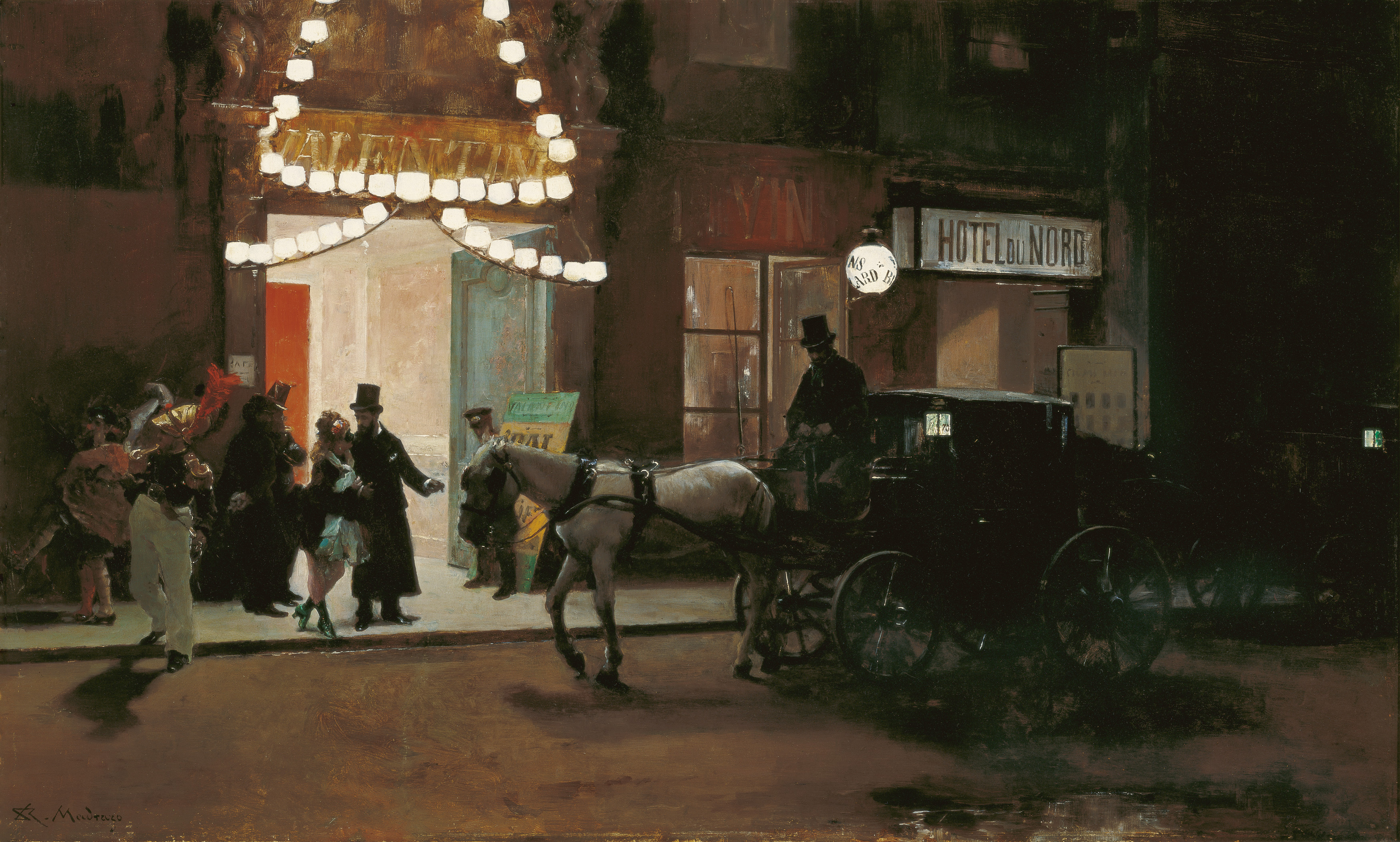
Salida del baile de máscaras, Raimundo Madrazo, ca 1885, óleo sobre cartón, 49 × 80.5 cm, Museo Carmen Thyssen, Málaga.

Los temas de su obra son fundamentalmente retratos, aunque tiene algunas pinturas con escenas de casacón, siempre alegres y optimistas. Está considerado uno de los más consumados retratistas de su generación y un digno sucesor de su padre Federico. Su realismo minucioso y elegante, para el que utilizó profusamente como inspiración a la modelo Aline Masson, constituyó la clave de su éxito entre la clientela burguesa de su tiempo. Siempre con un completo dominio de la técnica y una delicadeza cromática de gran refinamiento, su obra gozó de un gran reconocimiento en Francia.

### Obras
- Retrato de su hermana Cecilia
- La carta
- Lección de música
- Retrato de familia

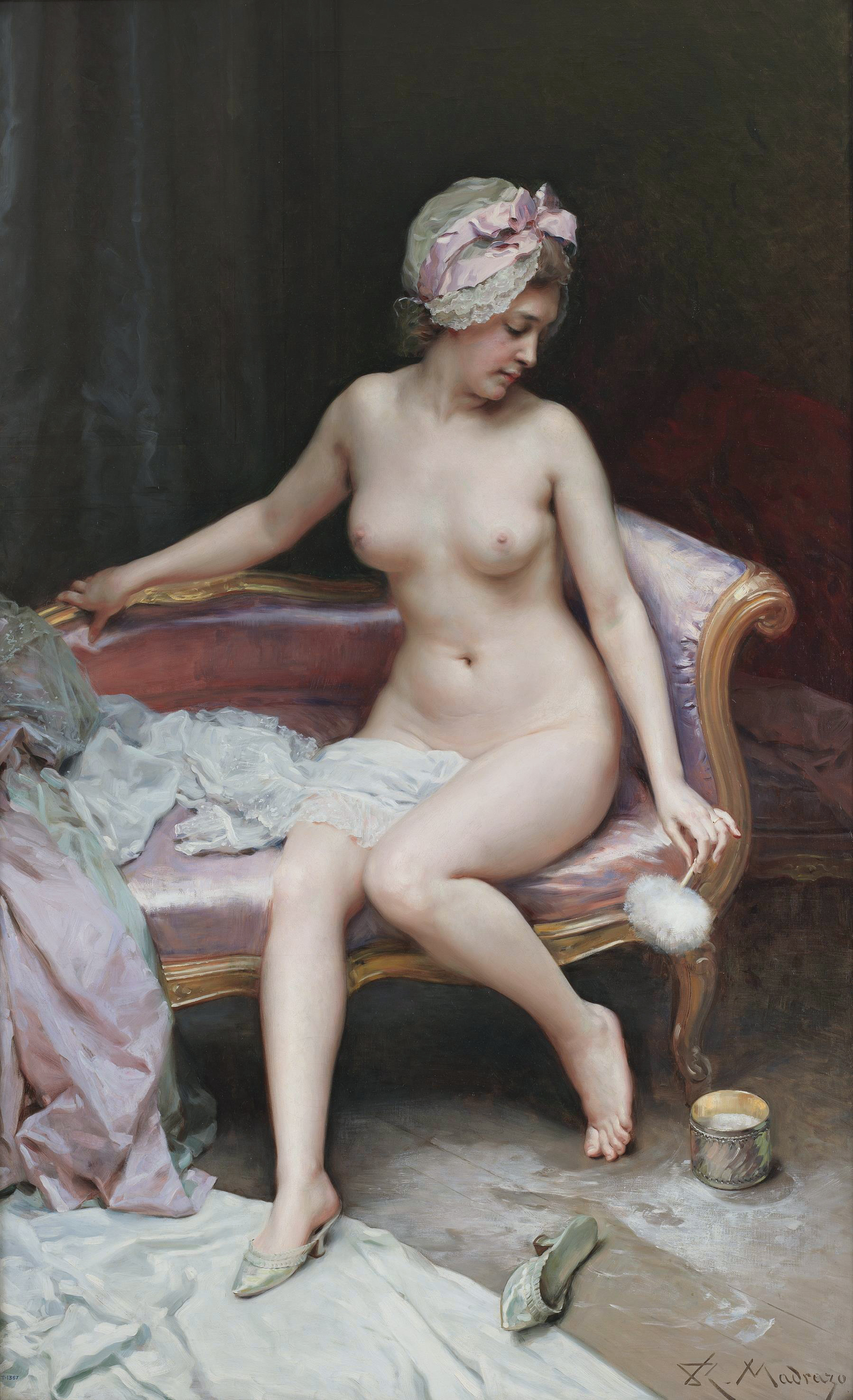
Después del baño, c 1895, Museo del Prado, Madrid.

- La lectura, Museo Carmen Thyssen.
- Salida del baile de máscaras, Museo Carmen Thyssen.
- Aline Masson con mantilla blanca
- Retrato de Ramón de Errazu (de quien fue gran amigo), propiedad del Museo del Prado.
- Retrato de la Sra. James Leigh Coleman
- Retrato de José Domingo Irureta Goyena, Museo de Bellas Artes de Sevilla.
- Una gitana
- Aline Masson
- Escribiendo el diario
- Petit dejeuner
- Travesuras de la modelo, Museo Carmen Thyssen.
- El chocolate
- Después del baño
- Canal de Mancorbo
- Un barco naufragado
- Atrio de la Iglesia de San Ginés. Museo de Bellas Artes. La Habana. Cuba

### Algunos museos con obras de Raimundo de Madrazo
Museo del Prado:
- Retrato de Ramón de Errazu
- Retrato de Manuela de Errazu

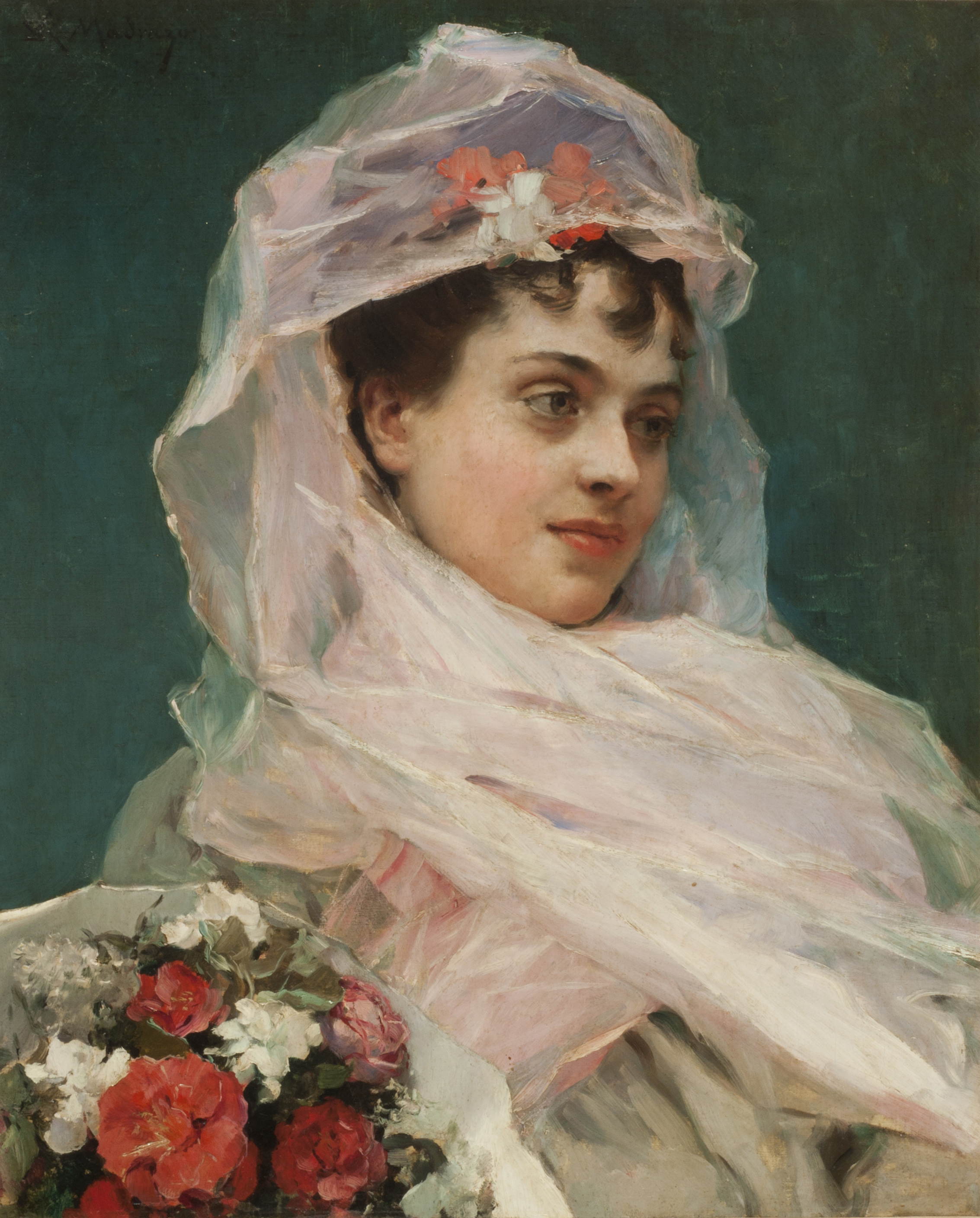
Aline Masson con tocado de gasa, ca. 1880.

- La reina María Cristina de Habsburgo-Lorena (1887)
- La modelo Aline Masson
- La actriz María Guerrero como "Doña Inés"
- Josefa Manzanedo e Intentas, II marquesa de Manzanedo
- Retrato de Benito Soriano
- Gitana
- Después del baño
- The love letter
- Retrato del pintor Juan Rivas y Ortiz
- Retrato del grabador Bernardo Rico
- Retrato de la marquesa de Perinat
- Una mujer con un loro

Museo de Bellas Artes de Bilbao: 
- Retrato de Federico de Madrazo pintando
- Retrato de dama en azul
- Joven dama en un jardín

Fundación Carlos de Amberes
- Retrato de Alejandro Mora y Riera, marqués de Casa Riera

## Galería

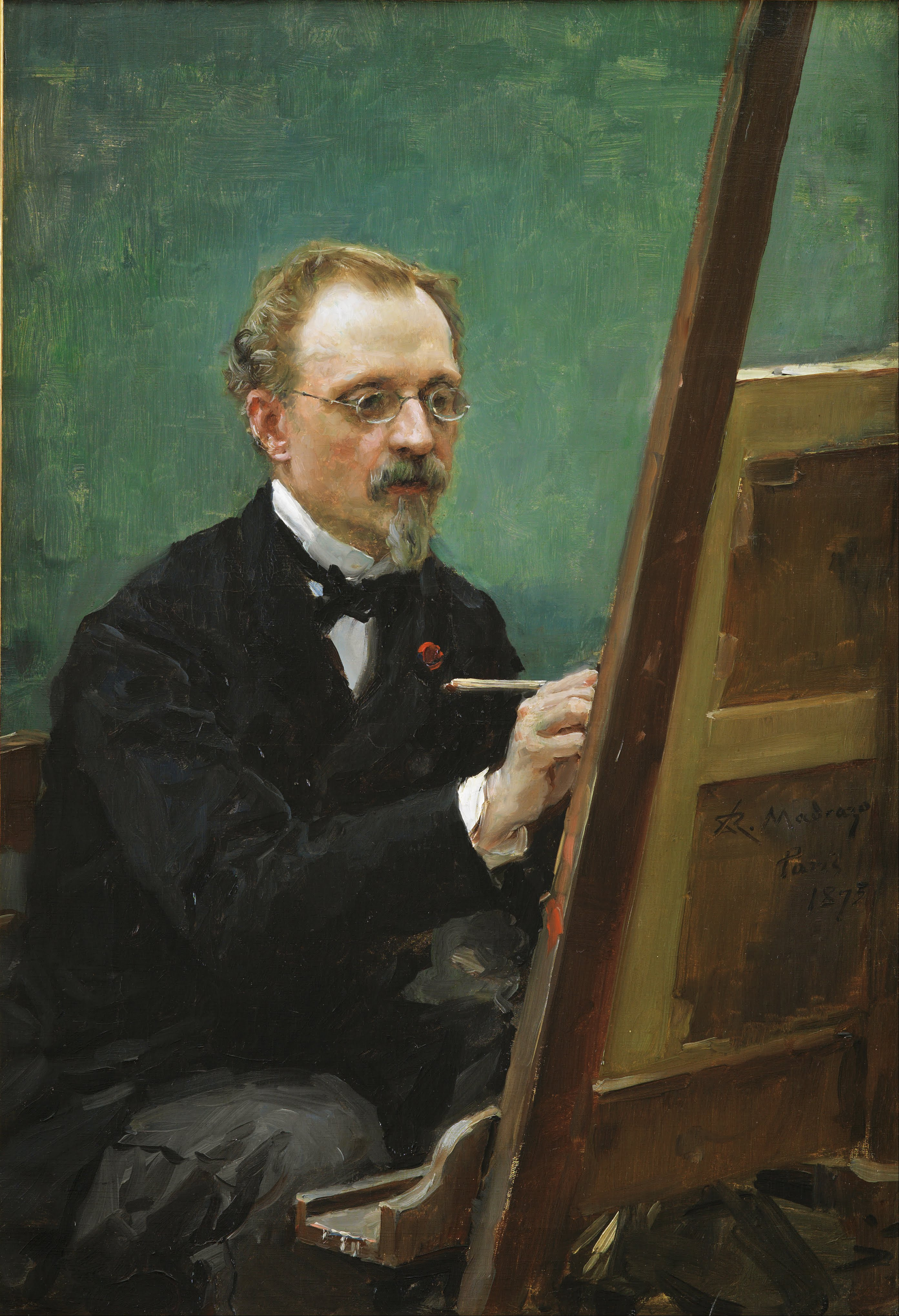
Retrato de su padre, Federico de Madrazo, pintando
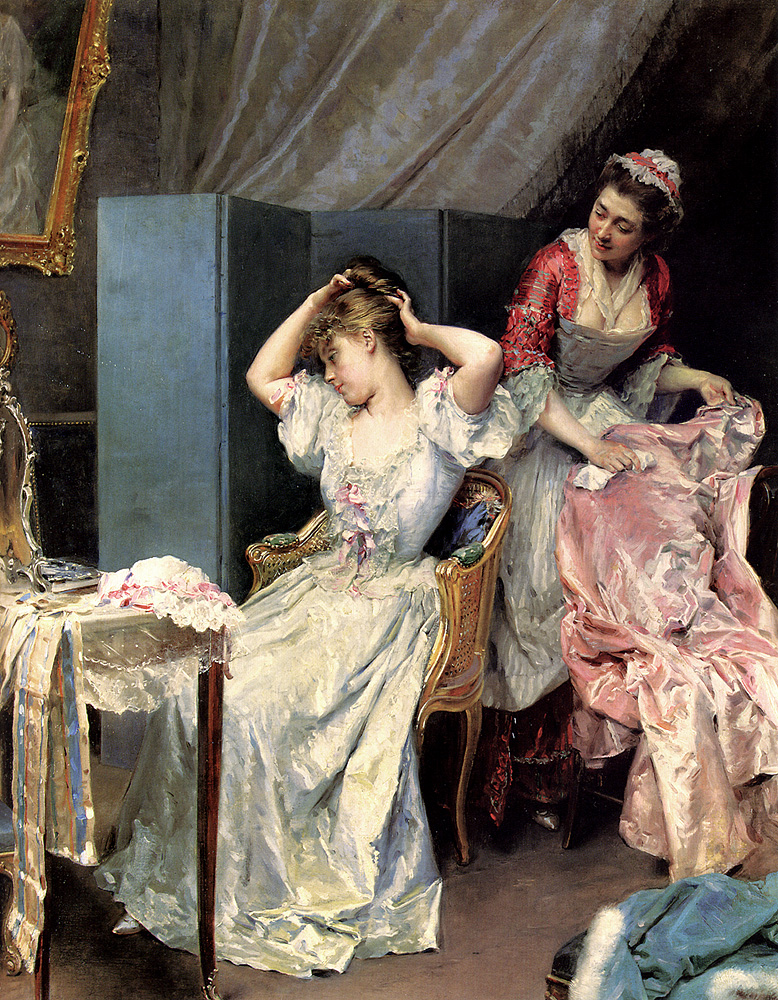
La Toilette
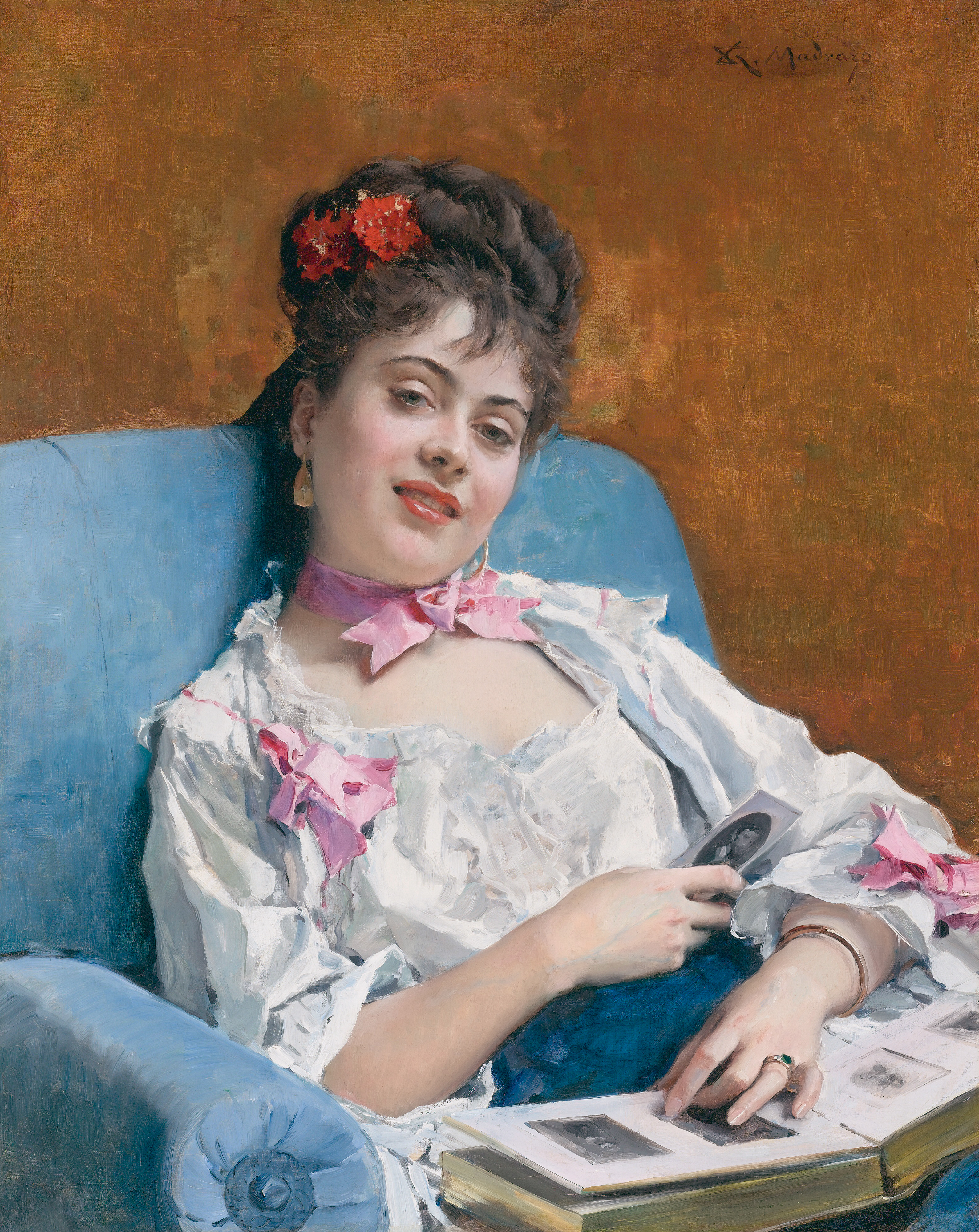
Recuerdos
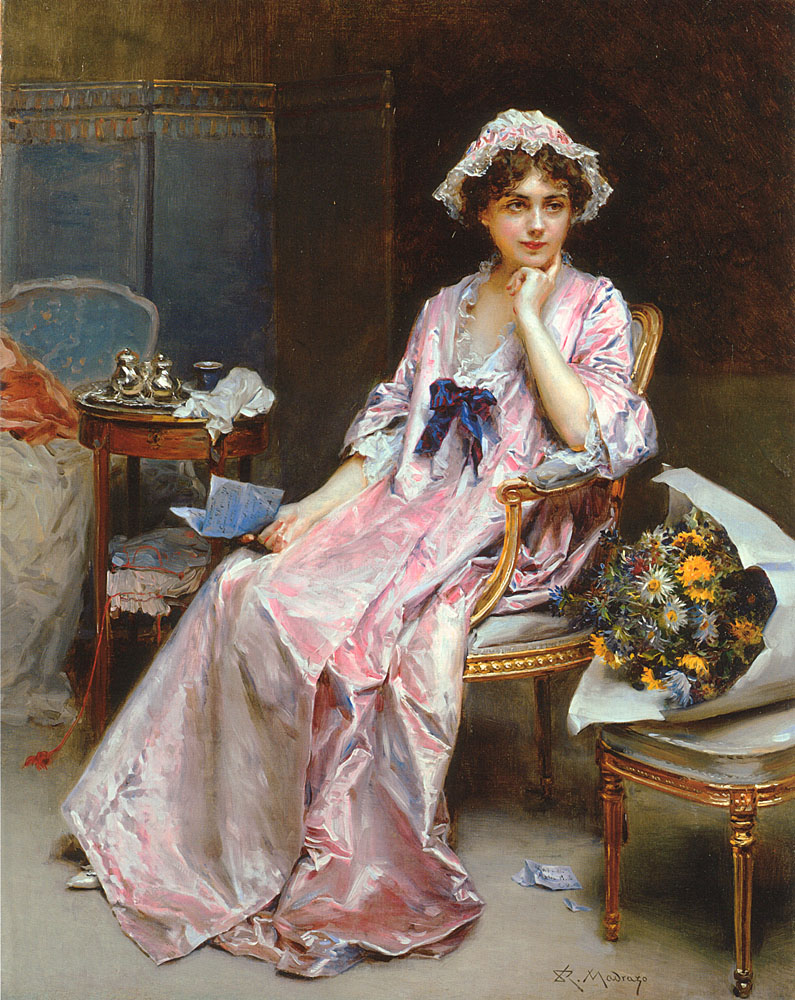
The Reluctant Mistress
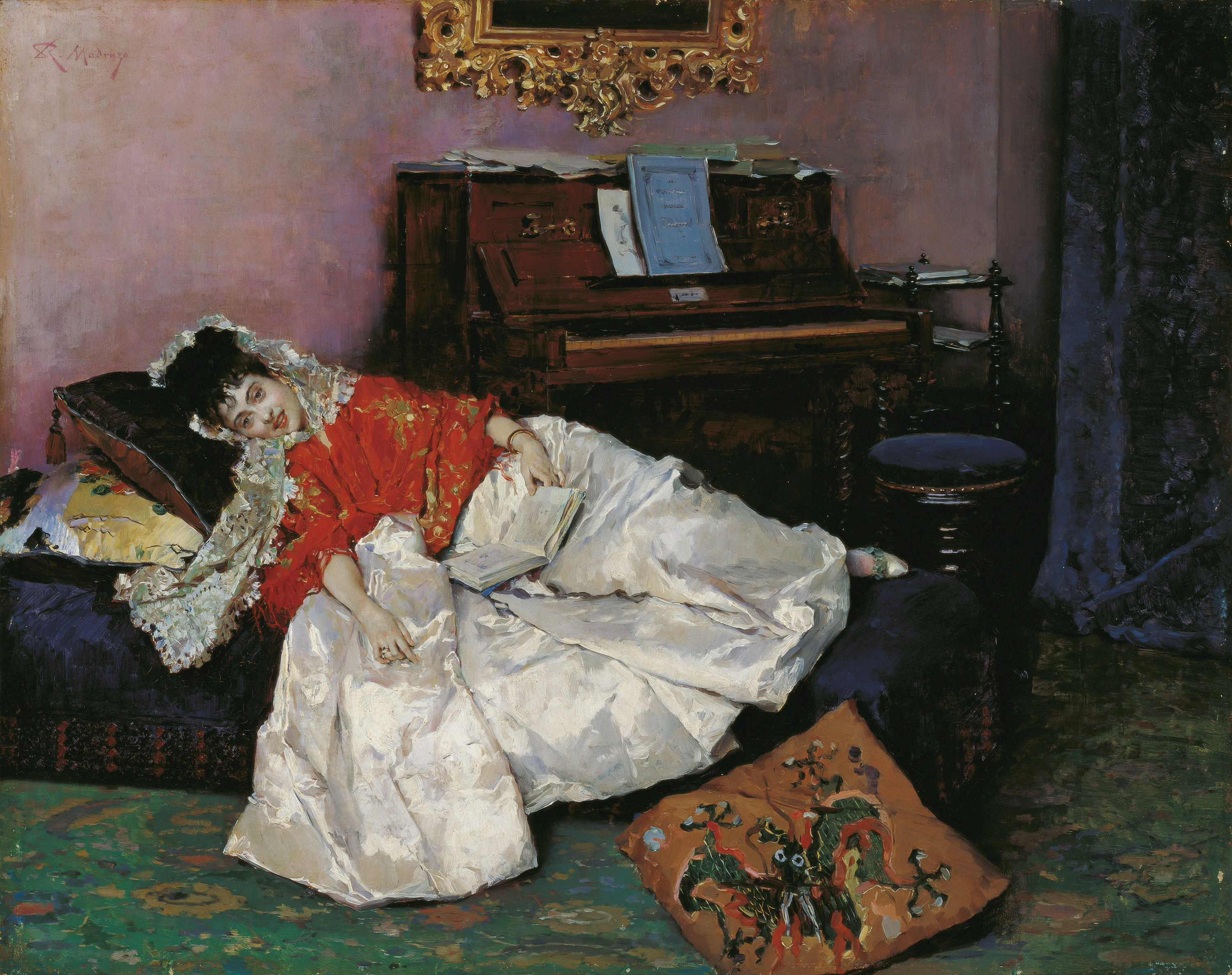
La lectura
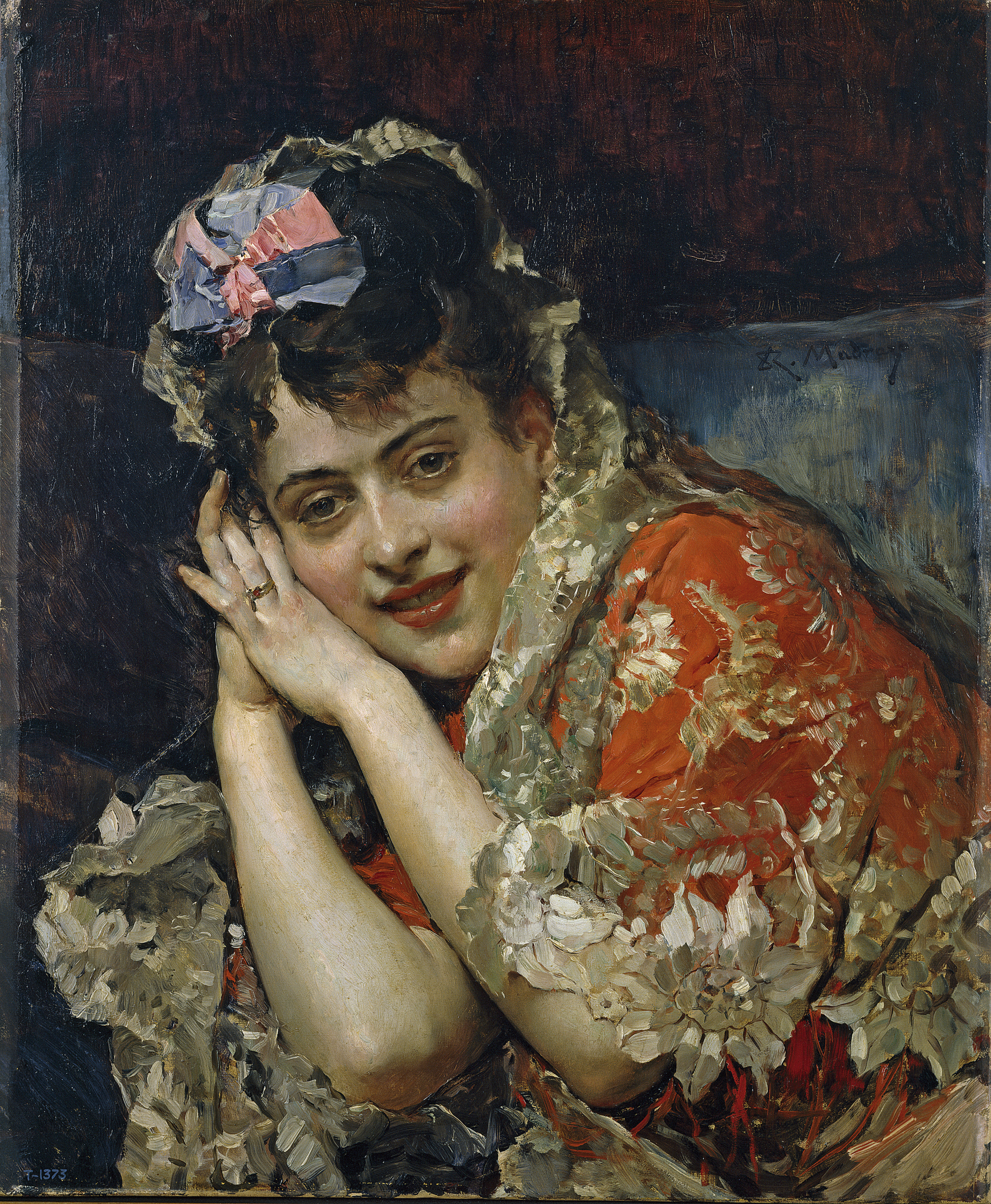
Retrato de Aline Masson con una mantilla